# IPS方式

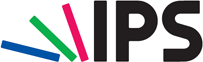
IPSのロゴ。

IPS方式（In Plane Switching、IPSほうしき）とは液晶ディスプレイの一形式およびジャパンディスプレイの商標登録である。

## 概要
液晶分子を基板と平行な面内（in-plane）で回転させ、複屈折の変化で光をスイッチングする液晶駆動方式のこと。液晶のガラス基板の面方向に電界を加えて液晶分子を駆動し、電界が存在しない無電圧状態で光を遮蔽する。
TN方式では偏光板に挟まれた液晶分子を「ねじれ」させて偏光し、またVA方式では液晶分子をガラス面と垂直方向に回転させて偏光するため、斜めから液晶画面を見ると、液晶分子に邪魔されて映像が見えなくなる。そのため、視野角がせいぜい上下160度左右170度程度しかない。それに対し、IPS液晶では液晶分子をガラス面と平行方向に回転させるため、上下左右178度の広い視野角をもち、どの位置で見ても色の変化がほとんどない。そのため、家族みんなで見る大画面テレビや、高級感のあるテレビに向いている。
欠点としては、バックライトの光が漏れやすく、純粋な「黒」を表現しにくいため、一人でムーディな映画などを見るにはVA方式の方が適している。また、コントラスト比を高めることが難しく、応答時間が長いため、動きの激しい動画や対戦型ゲームにはTN方式の方が適している。
日本における「IPS」の商標は、IPS方式を開発した日立製作所のディスプレイ部門を継承したジャパンディスプレイが所有している（日本第5059259号ほか）が、2003年頃に液晶の覇権をめぐって「VAグループ」と対抗するため、日立やLGフィリップスなどを中心とする「IPSグループ」を結成しクロスライセンスを結んだ経緯から、IPSグループ各社の製品で「IPS」の特許及び商標を使用することができ、またIPSの「ロゴ」を製品に表示することもできる。2021年現在で現存するパネルの大手メーカーでは、ジャパンディスプレイ（小型パネル大手）と、LGフィリップスの権利を継承したLGディスプレイ（大型パネル大手）が「IPS」の商標を使用することができる。また、現存するテレビ・モニタのメーカーでは、LG以外は撤退したので、LGエレクトロニクスのみがIPSの「ロゴ」をテレビに表示することができる（スリムベゼルモニタの普及前は、LGのモニタの下部にはLGのでかいロゴとIPSのロゴが2つ同時に存在した）。
最終的にVA方式とIPS方式は共存したので、2003年当時に「IPSグループ」に所属しなかったメーカーからも、2010年頃よりIPSに相当するパネルが出荷されているが、「IPS」の名称を使用することができないので、IPS方式を独自に改善した方式として独自の名称（ブランド）を採用し、その方式の違いにより様々な名称が付けられている。
ケータイ・スマホ用、テレビ・モニタ用、ゲーム機用など、用途に合わせて各社で改良を行い、次第に高画質になっている。最新世代のIPSパネルの名称（ブランド）を具体的に挙げると、LGエレクトロニクスが「IPS Quantum」で商標を取っており、ジャパンディスプレイが「IPS-NEO」で商標を取っている。また、日立からIPSの技術を供与された台湾のハンスター社も一応日本で「HS-IPS」の名称で商標を取っており、2010年頃にハンスターのHS-IPSパネルを使った製品が日本で発売されたことがあった。

## 歴史
1990年代頃までは液晶パネルと言えばTN液晶しか存在しなかったが、「応答時間が長い」「視野角が狭い」などのTN液晶の欠点を改善するために1990年代頃より様々な方式が考案された。その一つがIPS方式である。
最初にTN方式と比べて有利な分子配列を提唱したのは、ドイツのフラウンホーファー研究機構に勤めるGuenter Baurで、1990年1月9日に最初の特許を米国で取得した。ドイツにおけるIPS方式の特許はメルク社に供与された。
その後、日立研究所の近藤克己率いるチームがこの技術の改善に取り組んだ。1992年、日立は薄膜トランジスタアレイをマトリックスとして相互に接続することでピクセル間の分子を制御する方式を考案し、IPS液晶の実用化に成功。日本において特許を申請し、日立製作所茂原工場において1996年に世界初のIPS方式のディスプレイを製品化した。日立は1998年にIPS液晶の視野角をさらに改善した「スーパーIPS」方式を実用化し、液晶パネルを大画面テレビや大画面ディスプレイに利用する道が開けた。
1990年代後半において、日立、日本IBMとNECはIPSパネルを最初期に実用化したパネルメーカーとして、盛んに性能向上を進めた（NECでは、IPS方式を核として高画質化を実現する「SFT方式」と言っていた）。1996年には韓国のサムスン電子もIPS液晶の実用化に成功した（ただし、サムスンはVA方式を支持した）。また、LGエレクトロニクスも実用化に成功した。
2000年代前半から後半にかけて、FPD（フラットパネルディスプレイ）の覇権をめぐって激しい争いが起こった。当時主流だったブラウン管の次世代と想定されたFPDの主流が何になるか、当時はまだ混沌としており、液晶陣営の中ですら、VA方式を支持する陣営とIPS方式を支持する陣営で争いが起こった。日立製作所から2002年にIPSの特許を継承した日立ディスプレイズは、茂原工場の生産能力だけでは富士通・シャープ・サムスンを盟主とする「VAグループ」に対抗できないため、台湾HannstarなどにIPSの技術を供与し、日立ディスプレイズとLGフィリップスを盟主とする「IPSグループ」を形成した。
2003年にフラットパネルディスプレイの最新技術の展示会として東京ビッグサイトで開かれた「EDEX2003 電子ディスプレイ展」において、「IPS方式」の知名度向上のために「IPS」のロゴがお披露目され、当時世界最大だったLGフィリップスの52型液晶パネルのディスプレイにもこのロゴが踊った。2003年当時の液晶はようやく「1インチ1万円」を実現したところであり、40型以上の大型テレビになると100万円を超えてしまうため普及は難しいと思われており、特にIPS方式は高価だった。しかし、その後は韓国、日本、および台湾の様々なLCDメーカーがIPSパネルの製造を開始したことにより、製品単価の値下がりが加速した。
液晶テレビは2003年時点で300万台の市場規模があり、2005年には1500万台を超えるほど普及すると考えられていた。そんな中、競合する陣営に対して「画質」と「価格」による差別化によって競争力をつけるため、日本のIPSグループの各社で高品質なパネルを低価格で調達する目的で、2005年に日立ディスプレイズのIPS液晶部門を切り離し、松下電器産業と東芝の出資を受けてIPSアルファテクノロジが設立された。2005年当時はまだパナソニック・東芝・日立のテレビの世界シェアはかなりあり、薄型テレビの普及期と言うことで、32型換算で年間500万台規模の製造能力を持つアモルファスG6ラインのIPSアルファテクノロジ茂原工場で製造されたIPSパネルを用いた各日本メーカーの液晶テレビ（パナソニックVIERA、東芝REGZA、日立Wooo）が欧州を中心によく売れていた。しかしその後、2000年代後半には日本・韓国・台湾メーカーの激しい市場競争によって、IPSグループはLG以外は総崩れになった。
また、2000年代前半であるが、日本IBMから奇美電子の傘下に入ったIDTechが、IPS方式のフラットパネルディスプレイを医療向けに開発することに成功している。特にマンモグラフィーの読影用途に開発されたモノクロ高解像度ディスプレイは、後にデファクトスタンダードとなるに至った。IDTechはその後、IPS方式の製品群を台湾の奇美電子（Chimei）に製造移管した。Chimeiは2010年にInnolux（群創光電）に買収された。
韓国メーカーとの競争に規模で立ち向かおうとしたパナソニックは2008年にIPSアルファテクノロジの経営権を掌握し、パナソニック液晶ディスプレイ株式会社に商号変更。同時に、3000億円を出資してG8.5のパナソニック液晶ディスプレイ姫路工場を増設するが、当時リーマンショックの影響で稼働開始は半年以上遅延。既に日本のテレビメーカーが韓国メーカーに圧倒されていた2010年時点でも、松下のテレビの世界シェアは8%（サムスン、LG、ソニーに次ぐ世界4位）もあり、2011年2月をめどに32型換算で1700万台規模の製造能力にまで引き上げるべく投資を続ける姫路工場（当時シャープ堺工場に次ぐ世界2位の規模の液晶パネル工場）と、2010年時点で720万台規模の茂原工場と合わせて巨大なIPS液晶の製造能力を持つに至った。しかし、テレビ向け大型液晶パネルのメーカーが韓国のLGとSamsung、台湾のAUOとChimei Innolux、日本のシャープに集約される中、2011年度のパナソニック液晶ディスプレイ社の大型パネルの市場シェアは約2.1%となり、過剰投資となった。2011年3月11日の東日本大震災で外壁が破壊されクリーンルームが使えなくなるほど被害を受けたパナソニック液晶ディスプレイ茂原工場の減産を埋め合わせるため、日立ディスプレイズは2011年4月にはChimei Innoluxにスマホ向けIPSパネルの生産委託をするなどして生産拡大を行っていたが、パナソニックは同年10月に茂原工場の休止と姫路工場の減損処理を発表。パナソニックは2012年に茂原工場を日立ディスプレイズの後継会社であるジャパンディスプレイ社に売却し、2016年にはテレビ向けパネルから撤退した。撤退の時点でパナソニックのテレビに自社生産のパネルを使った物はなく、IPSパネルはLGから供給を受けていた。その後パナソニックは、姫路工場で生産されたIPSパネルをカーナビなどの車載用や医療用モニターなどの産業用に供給し、パナソニック液晶ディスプレイは2015年に黒字化する。しかしそれ以後は赤字が続き、パナソニックは2021年に液晶パネルの生産から撤退し、パナソニック姫路工場はEV用のバッテリー工場となった。
2010年時点でLGは大型液晶パネル市場においてサムスンに次ぐ世界2位であり、IPS液晶パネルを主力とするLGは世界の液晶パネル市場で約25%のシェアがあった。
2010年頃よりスマートフォンやタブレットPCでもIPS液晶の普及が始まった。2010年発売のiPhone 4でIPS液晶が初採用され、アップルはこれを「Retinaディスプレイ」と銘打って販売した。iPhone 4にはシャープとLGと東芝モバイルディスプレイがIPS液晶を供給した。2012年発売の第3世代iPadにも「Retinaディスプレイ」が搭載され、シャープとLG一部サムスンがIPS液晶を供給した。タブレットPC向けの中型液晶の生産拡大のため、2010年に日立ディスプレイズは台湾Chimei Innolux（現・Innolux）にIPS液晶の技術を供与し、生産委託を行った。
中小型向けではまだシェアがあった日本の液晶産業を救うため、東芝・日立・ソニーの液晶部門を2012年に集約して設立された国策会社ジャパンディスプレイ社（JDI）は、東芝松下ディスプレイテクノロジーがアップルによる資金提供を受けて建設中の石川工場を引き継ぎ、iPhone向けのLTPSのIPS液晶を製造した。さらに、大型IPS液晶の製造能力を持つパナソニック液晶ディスプレイ茂原工場を2012年に買収した後、G4.5のV3ラインだけだった茂原で、旧IPSアルファのG6アモルファスラインをLTPSにラインに改造し、それ以降IPS液晶をiPhoneなどのスマホ用に供給している。
2010年代においては、アップル社がIPS方式の改良および普及に大きな役割を果たした。2014年からは日立と日産化学で長期開発していた光配向膜技術と、VAで使われていたネガの誘電率異方性の液晶を利用して、新たな液晶パネルを主にメルク、シャープ、アップルで共同開発。アップルのサプライヤーであるシャープ、JDI、LGDでほぼ同様の仕様となる新たな光配向膜とUB-FFSによる高コントラスト、高精細、高透過率の液晶パネルが開発され、iPhone 6より採用された。これは2022年現在までスマホ用の液晶パネルのデファクトスタンダードの仕様となっている。その他のメーカーでも、アップル社にディスプレイを納入している各社は、アップル社から特許権の供与を受け、IPS相当のディスプレイを製造するようになった。
JDIは2017年3月発売の初期版Nintendo SwitchにもIPS液晶を供給したが、その後すぐにJDI茂原工場のSwitch用ラインを閉鎖してiPhoneに割り振ったため、任天堂はJDIを切り、SwitchはInnoluxとAUOを中心とする他社の別方式の液晶に切り替わった。そのためSwitchは初期型とそれ以降で画面の色が違う。
このような経緯で、元々のIPSグループに属したメーカーとしては、スマホ用の小型パネルの大手であるジャパンディスプレイと、テレビ・モニタ・タブレット用の大型パネルの大手であるLGディスプレイが存続し、「IPS方式」の名称でディスプレイを製造しているほか、かつてVAグループだった企業も2010年代以降にはIPS相当のパネルを製造するようになった。例えば、中国BOE、中国CEC-PANDA、台湾AUO、台湾InnoluxなどもIPS相当のパネル生産している大手である。また、シャープ亀山第二工場のG8のIGZOラインでも、継続してiPad用のIPS/FFSパネルを生産している（ディスプレイの方式は「IGZO」と公表されているが、シャープはLGなどとともにiPadにディスプレイを供給していることから、これはLGのIPS方式と同等のパネルであると考えられる）。
2000年代当時はVA方式とIPS方式のどちらかがTN液晶を置き換えるとみられていたが、両陣営とも改良に次ぐ改良の結果、どちらにも良さがあって結局は併存し、またTN液晶の良さも見直され、3方式が併存したまま2020年代に至る。（なお、VA方式もメルク社によってPSVA方式、SA-VA方式と次第に改良されており、台湾AUO、中国CSOT、中国HKC、韓国Samsungなどが製造している。）
2010年代後半より中国勢の生産拡大が著しい。FFS方式を開発したHydis（元韓国現代グループ）を買収し、IPS方式およびFFS方式の技術を導入した中国のBOEは、このIPS・FFS横電解技術で2010年代後半に複数のFABで世界最大のG10.5ラインを構築して液晶テレビ用パネルを量産し、2022年には生産量と出荷量でともに世界最大の液晶パネルメーカーとなった。

## 技術開発
| 名前                       | 愛称    | 開発年 | 性能              | 透過率/ コントラスト比 | 脚注                                                                                  |
| -------------------------- | ------- | ------ | ----------------- | ---------------------- | ------------------------------------------------------------------------------------- |
| Super TFT                  | IPS     | 1996   | 広視野角          | 100/100 Base level     | 多くのパネルがTrueColourをサポート。応答時間を犠牲にした。 また、非常に高価であった。 |
| Super-IPS                  | S-IPS   | 1998   | Colour shift free | 100/137                | ピクセルリフレッシュタイミングを改良。                                                |
| Advanced Super-IPS         | AS-IPS  | 2002   | 高透過率          | 130/250                | 従来のS-IPSパネルのコントラスト比を大幅に改善。                                       |
| IPS-Provectus              | IPS-Pro | 2004   | 高コントラスト比  | 137/313                | より広い色域と高コントラスト比。                                                      |
| IPS alpha                  | IPS-Pro | 2008   | 高コントラスト比  |                        | 次世代の IPS-Pro。                                                                    |
| IPS alpha next gen         | IPS-Pro | 2010   | 高コントラスト比  |                        |                                                                                       |
| Light leakage improved IPS | IPS-NEO | 2014   | 省エネルギー      |                        |                                                                                       |

| 名前                          | 愛称   | 開発年 | 脚注 |
| ----------------------------- | ------ | ------ | --- |
| Horizontal IPS                | H-IPS  | 2007   | 電極位置をずらすことによってコントラスト比を向上した。また、白表現を向上するため、NECの偏光フィルムを使用したモデルもあった。 |
| Enhanced IPS                  | E-IPS  | 2009   | 低消費電力、対角視野角向上、さらには5msへ応答時間を短縮。                                                                     |
| Professional IPS              | P-IPS  | 2010   | 1070000000色（30ビットの色深度）をサポート。                                                                                  |
| Advanced High Performance IPS | AH-IPS | 2011   | 低消費電力化のための改良、解像度の向上とPPI、およびより大きい光透過率。厳密に言うと後述のAFFS方式でありIPSではない            |

## 特徴
TN液晶と比べて視野角が広い上に色度変移・色調変化が少ないが、製造コストが高かったため、開発初期から2000年代中頃までは、高級テレビやモニタ、DTP用のモニタにしか採用されていなかった。
2009年にはLG電子によりTN方式並みに製造コストを抑えた「e-IPS」パネルが開発され、同年にはDELLから22型（1680×1050ドット）で3万円を切る激安モニタが発売されるなど普及が進み、2010年代以降には廉価帯のテレビモニタにも採用されるようになった。
2016年現在では、8K画素(水平7,680×垂直4,320)程度のものまで開発されている。
液晶を構成する素材の関係でTN方式と配列が違うため、若干色温度が低くなる（黄色っぽくなる）傾向がある。このため、専用の回路でこれを補正することが行われている。
駆動電圧は他の駆動方式にくらべて大きい。
水平回転のため応答速度を高くしづらいが、応答速度のばらつきは小さい。また、改良が進み、2020年現在はオーバードライブ回路の搭載によって公称0.5msとする製品も存在する。
開口率が低いため高輝度化が難しかったが、改良により、開口率を向上した製品が登場した。
全遮断時でもバックライト光の透過率が高く、高コントラスト化が難しい。
表示ムラができないようにするためと必要な電圧を低く抑えるために、通常は画素電極が櫛歯状に形成されている。
TFTアクティブマトリックス液晶表示装置において使われる主要な3つの方式（TN方式、VA方式、IPS方式）の一つである。

## バリエーション
LGとジャパンディスプレイ以外のメーカーは「IPS」の名称が使用できないので、各パネルメーカーにおいては「IPS方式のバリエーション」として様々な名称が採用されている。逆に言うと、液晶の駆動方式の名称からパネルの供給元が分かる。

### FFS方式 (Advanced Fringe Field Switching)
Hydis（元現代電子産業LCD部門）が1998年に特許を取得した液晶ディスプレイの形式。面上の共通電極と絶縁層をはさんだ画素電極の2層構造を取ることが特徴で、画素電極の幅を狭めることが可能となり、フリンジ場が発生し画素電極上の液晶も駆動できるため、画素内のブラックマトリクスをなくすことができる。透過率が高く、広い視野角や高コントラスト比、低消費電力が特徴。
厳密にはIPS方式とは異なる方式である。基板に対して平行に配向させた液晶分子に対して、IPS方式では横電界でスイッチングするが、FFS方式ではフリンジ電界でスイッチングする点が異なる。ただし、スイッチング動作という観点から見た場合は両者でほぼ同じ動作であるため、多くのメーカーにおいて、FFS方式はIPS方式と同種の方式、あるいはIPSのバリエーションの一つとみなされている。
Hydis社は韓国に拠点を持つ小規模なメーカーで、製造したディスプレイは主にノートPCやタブレットなどのモバイル機器に採用されているが、基本的にはFFS方式の特許を他社にライセンス供与するビジネスモデルで生き残っている。2004年に日立ディスプレイズ、2006年に三洋エプソンイメージングデバイスなど複数の企業にライセンスされており、日立（現ジャパンディスプレイ）のIPS-PROやLGのAH-IPS、サムスンのPLS(Plane to Line Switching)、AUOのAHVA(Advanced Hyper-Viewing Angle)、BOEのSDSディスプレイなどはこの技術を利用していると考えられるが、メーカー側からは特にFFS方式であるとは明言されていない。
Hydis社はBOEの傘下を経て、2008年より電子ペーパー大手の台湾E-ink傘下となっている。2003年にはAFFS (fringe field switching) 、2007年にはHFFS（High aperture ratio Fringe Field Switching 、高開口比FFS）とFFS方式の改良型をリリース。Hydis社は2015年にディスプレイの自社生産から撤退した。

### AHVA方式 (Advanced Hyper-Viewing Angle)
AUOが2012年に開発したIPS方式のバリエーション。AUOの親会社であるBenQのディスプレイなどで採用されている。
AUOは2012年にHydisとクロスライセンスを結び、2012年発売のiPad miniにLGとともにサプライヤーとしてAHVAパネルを供給しており、アップルの要請でLGのIPSパネルと同等の製品を開発したと考えられている。

### SFT方式 (Super-Fine-TFT)
NEC液晶テクノロジー（現・Tianma Japan）が開発した技術。2000年代中頃にはIPS系としては日立の本家「IPS」ブランドとともに、マスターモニタ用や医療用などプロフェッショナル向けの高画質ディスプレイのブランドとして認知されており、当時はA-SFT (Advanced-SFT)、SA-SFT (Super Advanced-SFT、2002年リリース)、UA-SFT (Ultra Advanced-SFT、2003年リリース) と世代ごとに性能を向上させていることをアピールしていた。また、NECはテレビ用よりも計測機器やFA機器などの産業用に強みを持っていたので、開発当初から高精細・高解像度表示に力を入れていた。
しかし当時からNECの液晶部門は経営が苦しく、特に2004年に操業開始した上海広電（当時の中国の大手電機メーカー）との合弁会社である上海広電NECの工場で大きな赤字を出し、上海広電は2008年に倒産。2009年には鹿児島工場（旧・鹿児島日本電気）も閉鎖し、NECの液晶部門は秋田工場（旧・秋田日本電気）に集約された。広電の再建に中国航空技術国際グループが参加したことがきっかけとなり、2011年に中航グループ傘下のディスプレイメーカーである天馬微電子（Tianma）の傘下となった。
2018年現在、Tianma Japan秋田工場のSFT方式のラインは天馬微電子（中国の液晶大手、中小型パネルで世界シェア2位）の産業用機器向けラインとして使われている。天馬微電子は厦門など中国国内にスマホ向けの巨大なLTPS工場をいくつも持つが、産業機器向けは弱く、それを補完する形で存続している。

### PLS方式 (Plane to Line Switching)
サムスンが開発したIPS方式のバリエーション。サムスンはこの方式で1997年に特許を取得したと主張しているが、サムスンは2000年代当時はVAグループに属していたためVA方式のパネルしかリリースせず、2010年よりPLS方式の製品をリリースし始めた。AFFS方式を採用しているらしく、AFFS方式を採用しているLGのIPSパネルを2012年に特許侵害で訴えたことがある。他社のIPS方式と見た目はほとんど同じだが、PLS方式の方が透過率が高いため、同じ明るさだと省電力になる。サムスンは有機ELパネルに力を入れるため、2010年代後半には液晶事業の展開に消極的になり、2020年には大型液晶パネルの製造から撤退したいとの声明を出していたが、おりしもコロナによる巣ごもり特需で液晶事業が絶好調となったため、2021年現在でも液晶事業を継続している。

### AAS方式 (Azimuthal Anchoring Switch)
Chimei Innolux（奇美電子）が2012年に開発したIPS方式のバリエーション。奇美電子は2010年に日立ディスプレイズからiPad用パネルの生産拡大のためにIPSの技術を供与されており、そのバリエーションだと考えられている。ノートパソコンやタブレット向けの中型パネルがメインである。Innolux（群創光電）は2010年にChimei（奇美電子）を買収した際、Chimei Innolux（奇美電子）に社名を変更したが、2012年に社名をInnolux（群創光電）に戻した。

### ADS方式 (Advanced super Dimension Switch)
BOEが開発したIPS方式のバリエーション。「AD-SDS」または「IPS-ADS」などと表記されることもある。
BOEはFFS方式を開発したHydisを一時期傘下に置いており、ADSパネルはFFS方式の特徴をそのまま受け継いでいる。

## 関連文献
- 小野記久雄「液晶テレビ用IPSパネル技術の進化」『日本画像学会誌』第47巻第5号、日本画像学会、2008年、433-438頁、doi:10.11370/isj.47.433。